# Lèpreon
Lèpreon (en llatí: Lepreum, grec antic: Λέπρεον; gentilici Λεπρεάτης, en català lepreata) era la ciutat principal de Trifília, a l'Èlida, situada al sud del país, a 100 estadis de distància de Sàmicon i a uns 40 estadis del mar, segons Estrabó. Escílax de Carianda i Claudi Ptolemeu diuen que era quasi tocant a la costa.
Es diu que originàriament era una ciutat dels caucons, els primers pobladors de la regió: Cal·límac l'anomena Καυκώνων πτολίεθον («Kaukónon ptolíethon», 'ciutat dels caucons'). Aquest poble va ser expulsat pels mínies, segons Heròdot, que van prendre possessió de la ciutat. Poc després de les guerres messèniques, Lèpreon i altres ciutats de Trifília van ser conquerides per Elis, i de llavors ençà va estar al capdavant de tots els assajos d'alliberar-se d'aquest domini.
La ciutat va prendre part a les guerres Mèdiques al costat d'Atenes, dependent, però, d'Elis. L'any 421 aC, es va revoltar amb suport espartà. Al 400 aC, mitjançant un tractat, els espartans van obligar a Elis a reconèixer la seva independència, igual que les de les altres ciutats de Trifília, segons que diu Xenofont. Després de la batalla de Leuctra l'any 371 aC, les ciutats de Trifília es van separar del domini d'Esparta, i es van protegir contra un eventual atac d'Elis unint-se a la Lliga Arcàdia. Escílax i Plini el Vell ja la consideren una ciutat d'Arcàdia. Plini, erròniament, parla d'una ciutat anomenada Lèpreon a Elis i d'una altra amb el mateix nom a Arcàdia. Pausànies diu que en temps antics els guanyadors dels Jocs Olímpics naturals de Lèpreon eren proclamats com a eleus de Lèpreon, i afegeix que Aristòfanes els considerava ciutadans d'Elis. En aquesta ciutat s'hi va refugiar Xenofont amb el seu fill Gril·le abans de marxar cap a Corint.
En temps d'Alexandre el Gran, Elis va sotmetre altre cop Lèpreon, però tot seguit tant Elis com les ciutats de Trifília es van haver de sotmetre a la Lliga Etòlia. Però quan els macedonis, en guerra contra la Lliga, s'acostaven a Trifília, els habitants de la ciutat es van revoltar contra la guarnició establerta per Elis i es van declarar a favor de Felip V de Macedònia, i així la ciutat va romandre en mans d'aquest rei. Pausànies hi esmenta un temple de Demèter construït amb maons. Vora la ciutat hi havia una font abundant anomenada Arene, i el seu territori era ric i fèrtil. La ciutat va anar decaient i era deshabitada a l'època imperial romana.
Les seves ruïnes són a un turó a prop de la moderna vila de Strovítzi. Les restes principals corresponen a la muralla.